# 호서 지방
호서 지방(湖西地方)은 대전광역시, 충청남도, 충청북도, 세종특별자치시 일대를 가리키는 한국의 지역 구분 용어이다. 영남 지방, 호남 지방과 함께 삼남 지방으로 불리기도 한다. 분도 이전 충청도와 의미가 거의 일치한다.

## 지리
호서 지방은 제천 의림지와 금강 상류의 서쪽에 위치한 지방이다. 황해와 면하는 호서지방의 서해안은 리아스식 해안이 발달하였고, 서북부에 태안반도가 돌출되어 예로부터 중국과 교류가 많았다. 동쪽으로는 추풍령과 황악산(1,177m), 속리산(1,058m), 월악산(1,092m) 등 소백산맥을 기준으로 영남 지방과 경계를 이룬다. 서남부는 금강을 사이로 호남 지방과 경계를 접하고, 동남부는 대둔산(878m)과 민주지산(1,242m)을 기준으로 호남 지방과 자연적 경계를 이룬다. 호서지방의 북쪽으로는 아산만을 경계로 경기 지방과 접하고, 동북쪽으로는 백운산(1,014m) 등 차령산맥을 기준으로 관동 지방과 경계를 이룬다.
호서 지방을 대표하는 강은 금강이다. 금강은 금산에서 영동, 옥천, 보은, 청원, 대전, 세종, 공주, 청양, 논산, 부여, 서천을 지나 장항에서 황해로 유입된다. 금강의 주요 지류로는 갑천, 논산천, 미호강, 유구천 등이 있고, 비옥한 호서 평야가 발달하였다. 금강의 지류인 미호강은 충청북도 북부에서 서남류하며 금강에 유입된다. 차령산맥의 북쪽으로는 삽교천이 아산만에 유입되면서 예당평야가 발달하였다. 삽교천 유역에는 대한민국 최대 규모의 저수지인 예당저수지가 있고, 논산천에는 탑정저수지가 있다. 금강 수계권에는 대청댐, 동북부 한강 수계권에는 충주댐이 있어 호서 지방의 주요 생활용수가 된다.

## 역사

### 고대
마한(馬韓)의 핵심적인 역할을 했던 목지국(目支國)이 충청남도 천안시 직산읍에 있었고, 금강 유역인 웅진(공주시)과 사비(부여군)는 백제의 수도였다. 충남 서해안 유역은 중국과의 교역이 활발했고, 백제의 수도와 인접한 논산은 비옥한 논산평야에 펼쳐져 있어 백제 최후의 결전을 벌인 군사적 요충지였다. 백제 평정을 할 당시 당나라가 웅진도독부(熊津都督府)를 두었고, 신라가 통일한 후에는 청주가 서원경으로 승격하였다. 남북국 시대에는 신라가 9주 5소경을 설치하면서 웅주(熊州)와 상주(尙州)를 각각 설치하였다.

### 고려
고려 성종 14년(995년) 신라의 중원경(中原京)이 있었던 지역이라 하여 중원도(中原道)라고 정하였다. 고려 예종 원년(1106년)에 한강(漢江) 이남의 지역을 통치하던 하남도(河南道)와 통합하여, 양광충청도(楊廣忠淸道)로 개칭하였다. 그 이후에 추가적인 행정 개편으로 인하여 성립된 5도 양계 중에서 양광도(楊廣道)에 속하게 된다.

### 조선
조선이 들어선 이후에 팔도로 개편되면서 충청도가 되었다. 충청도(忠淸道)의 충(忠)은 충주(忠州), 청(淸)은 청주(淸州)이다. 충청도에 있었던 여주군, 안성군, 음죽군 (폐지), 용인군이 경기도에 편입되었다. 공주목, 홍주목, 청주목, 충주목이 설치되었고, 1602년 충청도 감영을 공주목으로 이전하였다. 조선시대 충청도의 중심지였던 공주의 앞글자를 따서 1505년(연산군 11)에 충공도로 개칭하였고, 이때 진위군이 충청도로 또 다시 편입되었다. 1550년(명종 5)에는 청공도로, 1613년(광해군 5)에는 공청도로 개칭하였다. 충청도 서부의 중심지였던 홍주(홍성)의 앞글자를 따서 1628년(인조 6)에 공홍도로, 1646년(인조 24)에 홍충도, 1656년(효종 7)에 공홍도, 1670년(현종 11)에는 충홍도, 1681년(숙종7)에는 공충도, 1735년(영조 11)에는 공홍도, 1777년(정조 원년)에 공충도로, 1804년(순조 4)에는 공충도로, 1862년(철종 13)에는 공충도로 여러번 개칭되었다.
조선시대 충청도는 경기도와 함께 기호 지방으로 불렸고, 기호 지방을 근거지로 하는 기호학파와 영남 지방의 영남학파 양대 산맥이 형성됐다. 김장생(金長生)을 거쳐 송시열(宋時烈)에 이르러서는 연산(連山)(현재의 논산시)과 회덕(懷德)(현재의 대전광역시) 등 충청도를 중심으로 하여 기호학파는 정계·학계의 주도권을 차지하였다.
1895년 제2차 갑오개혁으로 23부제가 실시되어 충청도는 공주부, 홍주부, 충주부로 관할 구역이 삼분되었다.
- 공주부 : 대전, 공주, 청주, 논산, 계룡, 부여, 천안, 금산, 옥천, 영동, 보은, 연기(세종) 일대
- 홍주부 : 홍성, 서산, 당진, 보령, 서천, 태안, 아산, 예산, 청양 일대
- 충주부 : 충주, 제천, 단양, 음성, 괴산, 증평, 진천 일대

1896년(건양(建陽) 원년)에 13도제가 시행되면서 충청남도와 충청북도로 분리되었다. 이때 진위군은 다시 잠시 충청남도 진위군이었다가 경기도로 편입되었다.

### 현대
한국 전쟁 중에는 교통의 요지였던 대전이 대한민국 정부의 임시 수도 기능을 하였다.
- 1914년 : 충청남도 평택군을 경기도로, 개야도, 어청도 등을 전라북도로 이관하였다.
- 1935년 : 대전군 대전읍을 대전부로 승격하고, 대전군을 대덕군으로 개칭하였다.
- 1946년 : 청주군 청주읍을 청주부로 승격하고, 청주군을 청원군으로 개칭하였다.
- 1949년 : 대전부, 청주부를 대전시, 청주시로 개칭하였다.
- 1956년 : 충주군 충주읍을 충주시로 승격하고, 충주군을 중원군으로 개칭하였다.
- 1963년 : 천안군 천안읍을 천안시로 승격하고, 천안군을 천원군으로 개칭하였다. 전라북도 금산군을 충청남도로 이관하였다.
- 1980년 : 제천군 제천읍을 제천시로 승격하고, 제천군을 제원군으로 개칭하였다.
- 1986년 : 아산군 온양읍을 온양시로, 보령군 대천읍을 대천시로, 공주군 공주읍을 공주시로 승격하였다.
- 1989년 : 대전시와 대덕군[1]을 대전직할시로 승격하였다. 대덕군 진잠면 남선리를 논산군 두마면에 편입하였다. 서산군 서산읍을 서산시로 승격하고, 태안읍 등을 태안군으로 분리하였다.
- 1990년 : 제원군을 제천군으로, 천원군을 천안군으로 개칭하였다.
- 1995년 : 대전직할시를 대전광역시로 개칭하였다. 충주시와 중원군을 충주시로, 제천시와 제천군을 제천시로, 천안시와 천안군을 천안시로, 온양시와 아산군을 아산시로, 서산시와 서산군을 서산시로, 대천시와 보령군을 보령시로, 공주시와 공주군을 공주시로 통합하였다.
- 1996년 : 논산군을 논산시로 승격하였다.
- 2003년 : 괴산군 증평읍 등을 증평군으로, 논산시 계룡출장소를 계룡시로 분리하였다.
- 2012년 : 당진군을 당진시로, 연기군, 공주시 일부, 청원군 일부를 세종특별자치시로 승격하였다.
- 2014년 : 청주시와 청원군을 청주시로 통합하였다.

## 경제
호서 지방은 대한민국의 중심부에 위치하여 물류 비용절감효과와 파급효과를 낼 수 있는 지리적 이점을 바탕으로 성장하고 있다. 대전은 과학기술과 유통·서비스업이 발달하였고, 서산·당진은 중화학 공업, 청주·아산·천안은 정밀 공업이 발달하였으며, 제천·단양 일대는 양회 공업이 발달했다. 예산·당진·서산·홍성 일대의 비옥한 예당평야와 대전·청주·공주·논산·부여·옥천·금산·연기 등 금강 유역에 비옥한 호서평야가 펼쳐져 있어 충청도 전역에서 농업이 발달하였다. 충주와 예산의 사과, 서산의 쌀과 생강, 논산의 딸기, 금산의 인삼, 영동의 포도, 청양의 고추·구기자 등이 특산물로 유명하다. 태안·보령·서천 등 서해안 유역은 해산물이 풍부하고 관광업이 발달하였다. 서산에 대산항, 보령에 대천항, 서천에 장항항 등이 있다. 대전은 사면팔방으로 통하는 교통이 발달하였고, 서산·태안·보령·서천 등 충남 서해안은 대한민국에서 중국과 가장 가까운 곳에 위치한 해안이기 때문에 발전 가능성이 매우 높다.

## 지역

### 주요 도시
1. 대전광역시 (1,490,158명)
2. 청주시 (864,048명)
3. 천안시 (688,697명)
4. 아산시 (352,436명)
5. 세종특별자치시 (263,056명)
6. 충주시 (209,200명)
7. 서산시 (176,341명)
8. 당진시 (168,253명)
9. 제천시 (131,969명)
10. 논산시 (120,540명)
11. 보령시 (103,494명)
12. 홍성군 (101,232명)
13. 계룡시 (43,942명)

- 2022년 후반기 ~2023년 상반기 주민등록인구      현황
- 모든 시를 기재하고 군은 인구가 100,000명이 넘는 경우에만 기재하였음.

## 문화

### 방언
호서 지방에서는 충청 방언을 사용한다. 충청도 사투리는 말투가 느리고 온화하며, 억양이 차분한 것이 특징이다.

### 식문화
호서 지방은 곡물이 풍부하고, 황해에 좋은 어장이 있어 해산물이 풍부하다. 곡물음식이 발달하였고 갖가지 젓갈이 성행한다. 음식의 소금간은 경기 지방과 비슷한 수준이다.

## 교통

### 고속도로
- 경부고속도로
- 서해안고속도로
- 호남고속도로
- 중부고속도로
- 중부내륙고속도로
- 중앙고속도로
- 서산영덕고속도로
- 논산천안고속도로
- 호남고속도로지선
- 당진청주고속도로
- 통영대전고속도로
- 평택제천고속도로
- 익산평택고속도로

### 철도
- 경부고속선
- 호남고속선
- 경부선
- 호남선
- 장항선
- 충북선
- 중앙선

### 주요 국도
- 국도 제1호선 : 천안~세종~공주~대전~계룡~논산
- 국도 제32호선 : 태안~서산~당진~예산~공주~세종~대전
- 국도 제4호선 : 서천~부여~논산~계룡~대전~옥천~영동
- 국도 제17호선 : 금산~대전~청주~진천
- 국도 제21호선 : 서천~보령~홍성~예산~아산~천안~진천~음성
- 국도 제36호선 : 보령~청양~공주~세종~청주~증평~음성~충주~제천~단양

### 항공
- 청주국제공항

## 관공서

### 중앙 정부 기관
- 정부대전청사
- 정부세종청사

### 호서지방 관할 기관
- 대전고등법원 - 대전광역시, 세종특별자치시, 충청남도, 충청북도 관할
- 대전고등검찰청 - 대전광역시, 세종특별자치시, 충청남도, 충청북도 관할
- 대전지방국세청 - 대전광역시, 세종특별자치시, 충청남도, 충청북도 세무서 관할
- 대전지방국토관리청 - 대전광역시, 세종특별자치시, 충청남도, 충청북도 관할
- 금강유역환경청 - 대전광역시, 세종특별자치시, 충청남도, 충청북도 금강 유역 관할
- 충청지방통계청 - 대전광역시, 세종특별자치시, 충청남도, 충청북도 관할
- 충청지방우정청 - 대전광역시, 세종특별자치시, 충청남도, 충청북도 우체국 관할

## 방송
- KBS 대전방송총국
- KBS 청주방송총국
- KBS 충주방송국
- 대전문화방송
- MBC충북 청주방송국
- MBC충북 충주방송국
- 대전방송
- 청주방송
- 기독교대전방송
- 기독교충북방송
- 대전교통방송
- 충북교통방송
- 대전극동방송
- 청주불교방송
- 대전가톨릭평화방송
- 대전국악방송
- 영동국악방송
- 충주국악방송
- LG헬로비전 충남방송
- SK브로드밴드 세종중부방송
- HCN 충북방송
- CMB 대전방송
- CMB 충청방송
- CCS 충북방송

## 스포츠

### 축구
| 리그명 | 팀명             | 창단년도 | 홈 경기장            |
| K리그1 | 대전 하나 시티즌 | 1997년   | 대전월드컵경기장     |
| K리그2 | 아산FC           | 2017년   | 아산이순신종합운동장 |
| K3리그 | 천안시청         | 2008년   | 천안축구센터         |
| K3리그 | 대전 코레일      | 1943년   | 한밭종합운동장       |
| K3리그 | 천안 FC          | 2004년   | 천안축구센터         |
| K3리그 | 청주 FC          | 2002년   | 청주종합운동장       |
| WK리그 | 대전 스포츠토토  | 2011년   | 한밭종합운동장       |

### 야구
| 리그명   | 팀명        | 창단년도 | 홈 경기장                                     |
| KBO 리그 | 한화 이글스 | 1986년   | 대전한화생명이글스파크 청주야구장 (제2홈구장) |

### 농구
| 리그명 | 팀명                  | 창단년도 | 홈 경기장              |
| WKBL   | 청주 KB 스타즈        | 1963년   | 청주실내체육관         |
| WKBL   | 아산 우리은행 우리WON | 1958년   | 이순신빙상장실내체육관 |

### 배구
| 리그명        | 팀명                         | 창단년도 | 홈 경기장    |
| V-리그 남자부 | 대전 삼성 블루팡스           | 1995년   | 충무체육관   |
| V-리그 남자부 | 천안 현대캐피탈 스카이워커스 | 1983년   | 유관순체육관 |
| V-리그 여자부 | 대전 KGC인삼공사             | 1988년   | 충무체육관   |

## 같이 보기
- 대전권
- 대전충남
- 대전광역시
- 세종특별자치시
- 충청남도
- 충청북도
- 한국의 지방 구분